# Ventura Miera

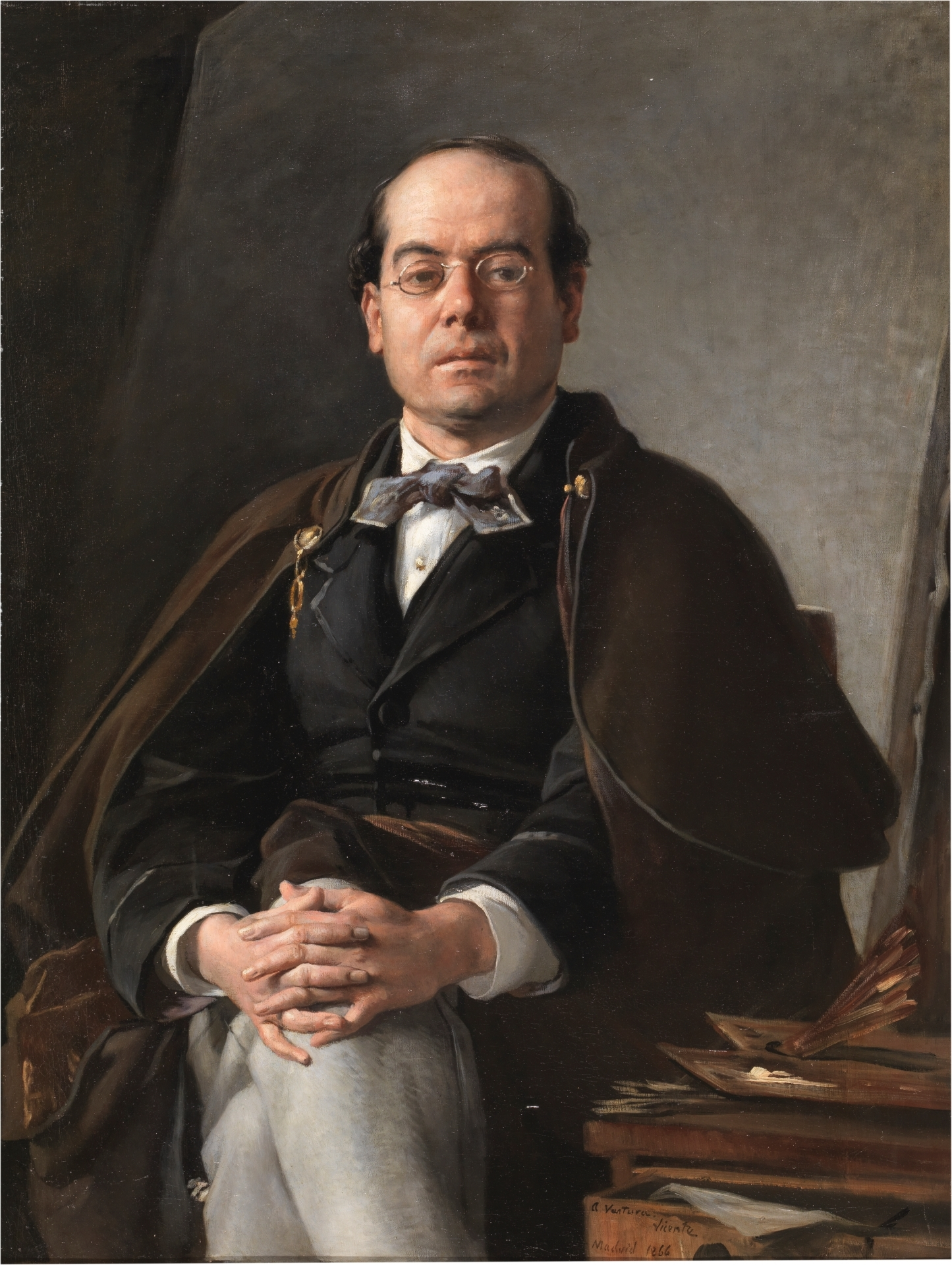
Retrato de Ventura Miera por Vicente Palmaroli, en 1866. (Museo del Prado).

Ventura Miera López de la Fuente (Valdelaguna, 16 de julio de 1824 – 24 de octubre de 1902) fue un pintor español del siglo xix.

## Biografía
Discípulo de Vicente López Portaña en la Academia de Bellas Artes de San Fernando. Participó en las Exposiciones Nacionales de 1858, 1860, 1866, 1871 y 1876 con obras de género y retratos, además de una escena de asunto quijotesco que presentó a la de 1860. Aunque clasificado como retratista, pintó también bodegones. Parte del año residía y trabajaba en su finca de Colmenar de Oreja, o en su estudio del número 44 de la Cava Alta, que luego trasladó a la plaza del Alamillo.
Fue amigo del también pintor Vicente Palmaroli a quién dio dinero para su viaje a Italia en 1857 junto a Eduardo Rosales y Luis Álvarez Catalá. Según Pérez y Morandeira en su monografía sobre Palmaroli un amigo generoso, Ventura Miera, renuncia a ir y les presta sus propios ahorros (p. 11). Como prueba de esta amistad queda el retrato firmado en Madrid en 1866 por Palamaroli, vendido por el hijo del modelo al hijo del pintor, quien, a su vez, lo cedió al Museo del Prado.